# Christine Magnusson
Pour les articles homonymes, voir Magnusson.
Christine Kajumba Magnusson, née le 21 novembre 1964 à Fort Portal, est une joueuse de badminton suédoise.

## Carrière
Au niveau mondial, elle est médaillée d'argent en double dames aux Championnats du monde de badminton 1991, et médaillée de bronze en double dames aux Championnats du monde de badminton 1989.
Au niveau européen, Christine Magnusson remporte la médaille d'or en double dames et par équipes aux Championnats d'Europe de badminton 1992 et aux Championnats d'Europe de badminton 1994. Elle est médaillée d'argent par équipes aux Championnats d'Europe de badminton 1988, aux Championnats d'Europe de badminton 1990 et aux Championnats d'Europe de badminton 1996. Elle est médaillée de bronze européenne en simple dames en 1982, en 1986, en 1988, en 1990, en 1994 et en Championnats d'Europe de badminton 1996, médaillée de bronze en double dames en 1984, 1986, 1988 et 1990 et médaillée de bronze par équipes en 1984 et 1986.
Elle participe aux Jeux olympiques d'été de 1992 et de 1996, étant à chaque fois éliminée au deuxième tour.